# Calamagrostis andrejewii
Calamagrostis andrejewii là một loài thực vật có hoa trong họ Hòa thảo. Loài này được Litv. mô tả khoa học đầu tiên năm 1911.